# Seth Jones
Seth Jones (ur. 3 października 1994 w Arlington, Teksas) – amerykański hokeista, reprezentant USA.
Jego ojciec Popeye Jones (ur. 1970) był koszykarzem w lidze NBA, a bracia Justin (ur. 1990) i Caleb (ur. 1997) także zostali hokeistami.

## Kariera klubowa
- Dallas Stars U16 (2008–2009)
- Dallas Stars U18 (2009–2010)
- U.S. National U17 Team (2010-2011)
- U.S. National U18 Team (2010-2012)
  -  USNTDP Juniors (2011)
- Portland Winterhawks (2012-2013)
- Nashville Predators (2013-2016)
- Columbus Blue Jackets (2016-)

Karierę rozpoczynał w Stanach Zjednoczonych, grał w zespołach młodzieżowych klubu Dallas Stars. W 2009 został wybrany w drafcie do amerykańskiej ligi USHL przez klub Waterloo Black Hawks i przez klub Everett Silvertips w WHL Bantam Draft. Od 2010 do 2012 grał w amerykańskich ligach USHL i USDP, a w sezonie 2012/2013 w amerykańskim zespole Portland Winterhawks w kanadyjskiej lidze junorskiej WHL. W drafcie NHL z 2013 został wybrany przez Nashville Predators. W lipcu 2013 został zawodnikiem tego klubu i w tym samym roku rozpoczął w jego barwach występy w lidze NHL. Od stycznia 2016 zawodnik Columbus Blue Jackets.

## Kariera reprezentacyjna
Został reprezentantem USA. Występował w kadrach juniorskich kraju na turniejach mistrzostw świata do lat 17 w 2011 (kapitan kadry), mistrzostw świata do lat 18 w 2011 i 2012 oraz do lat 20 w 2013. W kadrze seniorskiej uczestniczył w turniejach mistrzostw świata w 2014, 2015, 2022. W barwach zespołu Ameryki Północnej do lat 23 brał udział w turnieju Pucharu Świata 2016.

## Sukcesy

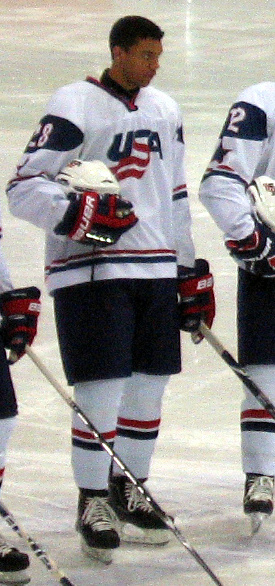
Seth Jones w barwach USA do lat 18 (2011)

Reprezentacyjne
- Srebrny medal mistrzostw świata juniorów do lat 17: 2011
- Złoty medal mistrzostw świata juniorów do lat 18: 2011, 2012
- Złoty medal mistrzostw świata juniorów do lat 20: 2013
- Brązowy medal mistrzostw świata: 2015

Klubowe
- Scotty Munro Memorial Trophy: 2013 z Portland Winterhawks
- Ed Chynoweth Cup – mistrzostwo WHL: 2013 z Portland Winterhawks

Indywidualne
- Mistrzostwa świata do lat 17 w 2011:
  - Skład gwiazd turnieju
- Mistrzostwa świata do lat 18 w hokeju na lodzie mężczyzn 2012/Elita:
  - Pierwsze miejsce w klasyfikacji strzelców wśród obrońców turnieju: 3 gole[8]
  - Pierwsze miejsce w klasyfikacji kanadyjskiej wśród obrońców turnieju: 8 punktów
  - Drugie miejsce w klasyfikacji +/- turnieju: +9[9]
  - Jeden z trzech najlepszych zawodników reprezentacji w turnieju[10]
- WHL (2012/2013):
  - Pierwsze miejsce w klasyfikacji asystentów wśród pierwszoroczniaków w sezonie zasadniczym: 42 asysty
  - Jim Piggott Memorial Trophy - nagroda dla najlepszego pierwszoroczniaka sezonu
  - Skład gwiazd zachodu
- CHL (2012/2013):
  - Top Draft Prospect Award
  - CHL Top Prospects Game
- Mistrzostwa Świata Juniorów w Hokeju na Lodzie 2013/Elita:
  - Ósme miejsce w klasyfikacji asystentów turnieju: 6 asyst[11]
  - Pierwsze miejsce w klasyfikacji asystentów wśród obrońców turnieju: 6 asyst[12]
  - Drugie miejsce w klasyfikacji kanadyjskiej wśród obrońców turnieju: 7 punktów[12]
  - Trzecie miejsce w klasyfikacji +/- turnieju: +8[13]
- Mistrzostwa Świata w Hokeju na Lodzie 2014/Elita:
  - Drugie miejsce w klasyfikacji asystentów turnieju: 9 asyst[14]
  - Pierwsze miejsce w klasyfikacji asystentów wśród obrońców turnieju: 9 asyst[15]
  - Dziewiąte miejsce w klasyfikacji kanadyjskiej turnieju: 11 punktów[16]
  - Pierwsze miejsce w klasyfikacji kanadyjskiej wśród obrońców turnieju: 11 punktów[15]
  - Piąte miejsce w klasyfikacji +/- turnieju: +8[17]
  - Jeden z trzech najlepszych zawodników reprezentacji w turnieju[18]
  - Najlepszy obrońca turnieju[19]
  - Skład gwiazd turnieju[20]
- Mistrzostwa Świata w Hokeju na Lodzie 2015/Elita:
  - Jeden z trzech najlepszych zawodników reprezentacji na turnieju[21]
- NHL (2016/2017):
  - NHL All-Star Game 2017
- Mistrzostwa Świata w Hokeju na Lodzie 2022 (elita):
  - Pierwsze miejsce w klasyfikacji średniego czasu na lodzie w turnieju: 27,01[22]
  - Skład gwiazd turnieju[23]